# Laatste reis van de Karluk

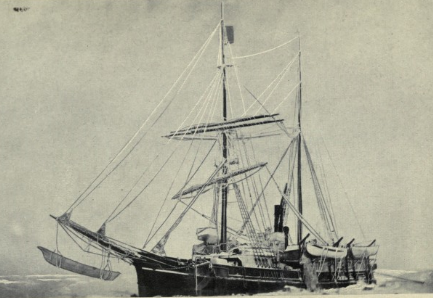
De Karl in augustus 1913

De Laatste reis van de Karluk, vlaggeschip van de Canadese Arctische Expeditie van 1913-1914, resulteerde in het verlies van het schip in de Noordelijke IJszee en de dood van bijna de helft van de bemanning van 25 personen. In augustus 1913 kwam de Karluk vast te zitten in het ijs ten noorden van Alaska. Na lange tijd westwaarts gedreven te zijn, zonk het schip in januari 1914. In de volgende maanden trachtten de bemanning en wetenschappelijke staf te overleven, eerst op het ijs en later op Wrangel. De overlevenden werden gered in september 1914. 

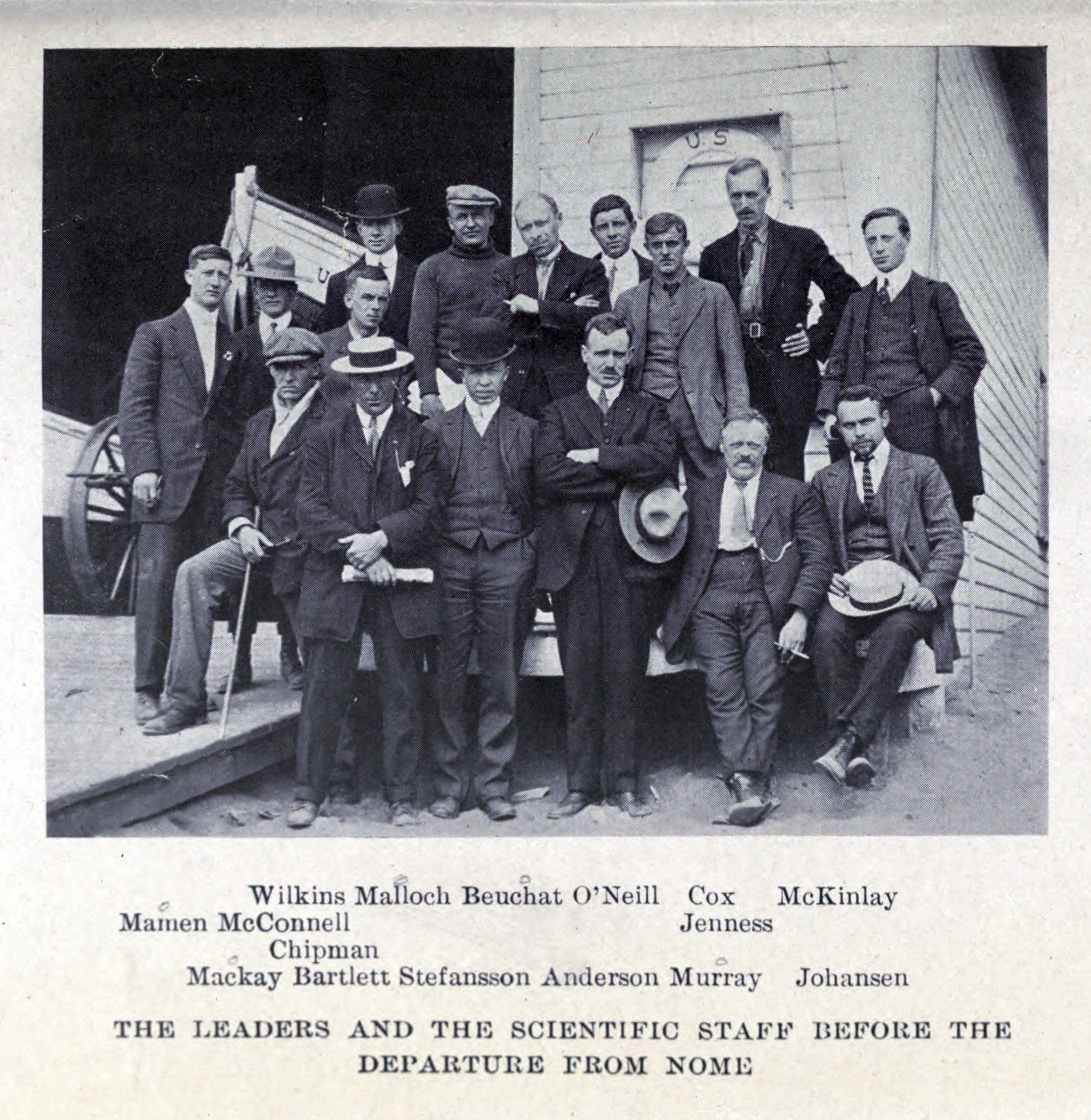
De wetenschappelijke staf, met Stefansson en Bartlett. Malloch, Beuchat, McKinlay, Mamen, Mackay and Murray bleven op de Karluk; de anderen vormden de zuidelijke groep.

## Canadese Arctische Expeditie

### Achtergrond

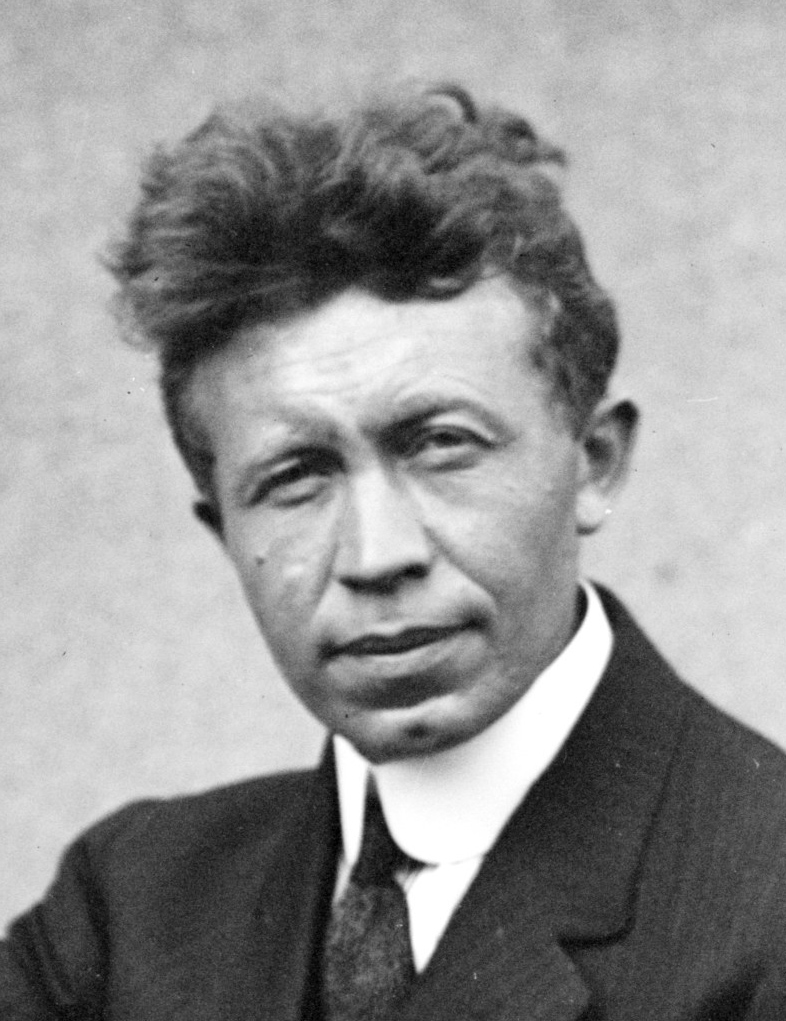
Vilhjalmur Stefansson, leider van de Canadian Arctic Expedition

De expeditie was een idee van Vilhjalmur Stefansson, een in de Verenigde Staten wonende Canadese antropoloog met IJslandse voorouders. Tussen 1906 en 1912 had hij zijn tijd voornamelijk besteed aan het bestuderen van de Inuit in het arctisch gebied van Canada. Zijn veldwerk resulteerde in informatie over de Copper Inuit, of "blonde Eskimo's". Daarvan keerde hij terug met plannen voor een volgende expeditie waarvoor hij steun kreeg van Amerikaanse sponsors. Hij wilde daarbij ook geografisch onderzoek doen in de Beaufortzee, toen nog een witte vlek op de wereldkaart. Voor dat deel van de expeditie benaderde hij de Canadese overheid voor financiële steun.
Omdat Canada daar belang bij had in verband met territoriale aanspraken, boden ze zelfs aan om de financiële verantwoordelijkheid voor de hele expeditie op zich te nemen. De Amerikaanse sponsors kwamen overeen zich terug te trekken, onder voorwaarde dat ze hun rechten terugkregen als Stefansson niet voor juni 1913 zou zijn vertrokken. Dit bekortte de voorbereidingstijd, hoewel Stefansson in zijn verslag van 1921 aangaf dat volgens hem met alle eventualiteiten was rekening gehouden.

### Doelen en strategie
De betrokkenheid van de Canadese overheid betekende een verschuiving van het belangrijkste doel, van etnisch en wetenschappelijk onderzoek naar geografisch onderzoek. Terwijl een noordelijke groep nieuw land zou zoeken, zou een zuidelijke groep vooral vanaf het vasteland werken en onder leiding van zoöloog Rudolph Anderson antropologische studies doen op de eilanden voor de Noord-Canadese kust. Ook zouden ze flora en fauna onderzoeken en vaarverbindingen zoeken voor handelsroutes.
Het schip van de noordelijke groep, de Karluk, zou noordwaarts varen tot het nieuw land zou vinden of op het ijs zou stuiten. Nieuw land zou onderzocht worden of anders zou langs het ijs naar het oosten worden gevaren en geprobeerd worden te overwinteren op Banks Island of Prins Patrickeiland. Zou men door het ijs ingesloten raken, dan zou deze groep de arctische zeestromen onderzoeken.

### Organisatie en bemensing

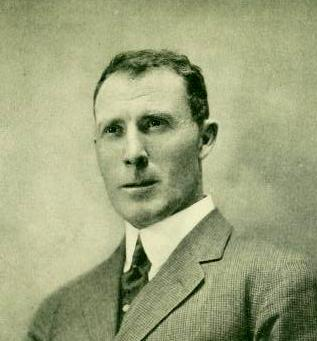
Kapitein Robert Bartlett, circa 35 jaar oud

Stefansson's plan was om eerst naar het oude walvisstation op Herscheleiland in de Beaufortzee te gaan en daar te besluiten over de samenstelling van de twee groepen, en het materiaal en de voorraden te verdelen. Haast om de deadline te halen leidde tot zorgen onder de expeditieleden over een adequate voorziening van kleding en voorraden. Stefansson, die in de voorafgaande weken voor vertrek vaak afwezig was en weinig van zijn plannen deelde, veegde deze zorgen van tafel als ongerechtvaardigd. Ook was er onenigheid over de bevelstructuur, de Canadian Geological Survey die vier wetenschappers had geleverd, wilde dat dezen aan hen rapporteerden in plaats van aan Stefansson.  Rudolph Anderson die de zuidelijke groep ging leiden, dreigde zich terug te trekken omdat Stefansson de publicaterechten van alle expeditiejournaals wilde hebben.
Onder de wetenschappers waren er slechts twee met poolervaring: expeditiedokter Alistair Mackay en oceanograaf James Murray waren met Sir Ernest Shackleton op de Zuidpool geweest (Nimrod-expeditie 1907–1909).
Kapitein Bartlett had onvoldoende tijd om een bemanning te selecteren; deze werd snel samengesteld uit de Esquimalt Royal Navy Dockyard in Esquimalt (Victoria) op Vancouver Island.  Bartlett zag zich genoodzaakt om nog voor vertrek de 1e officier weg te sturen, hij verving hem door de 22-jarige Alexander "Sandy" Anderson.

### Schepen
Het schip Karluk was een 29 jaar oude vissersboot, aangepast voor de walvisvangst. De boeg en zijkanten waren daarbij versterkt met ijzerhout. Ondanks 18 walvisvaarten met 6 overwinteringen, was ze niet gebouwd om aanhoudende ijsdruk te weerstaan, en had onvoldoende motorvermogen om een weg door ijs te forceren. Het schip voldeed niet aan de verwachtingen van  Bartlett en andere ervaren bemanningsleden. Toen hij begin juni bij het schip aankwam, liet hij aanvullende reparaties uitvoeren. Ook had Stefansson de kleine motorschoener Alaska gekocht, als bevoorradingsschip voor de zuidelijke groep. Later kocht hij een tweede schoener, de Mary Sachs, omdat de ruimen van de Alaska te klein bleken. In de drukte rond het vertrek werd niet gepoogd om de mannen en materialen goed over de schepen te verdelen. Twee antropologen die tot de zuidelijke groep hoorden, werden op de Karluk ingedeeld, terwijl hun spullen aan boord van de Alaska lagen. Ook de apparatuur van magnetisch waarnemer McKinlay, die op de Karluk meevoer, lag in de Alaska. Stefansson stelde dat alles herverdeeld zou worden op Herscheleiland.

### Naar Herscheleiland

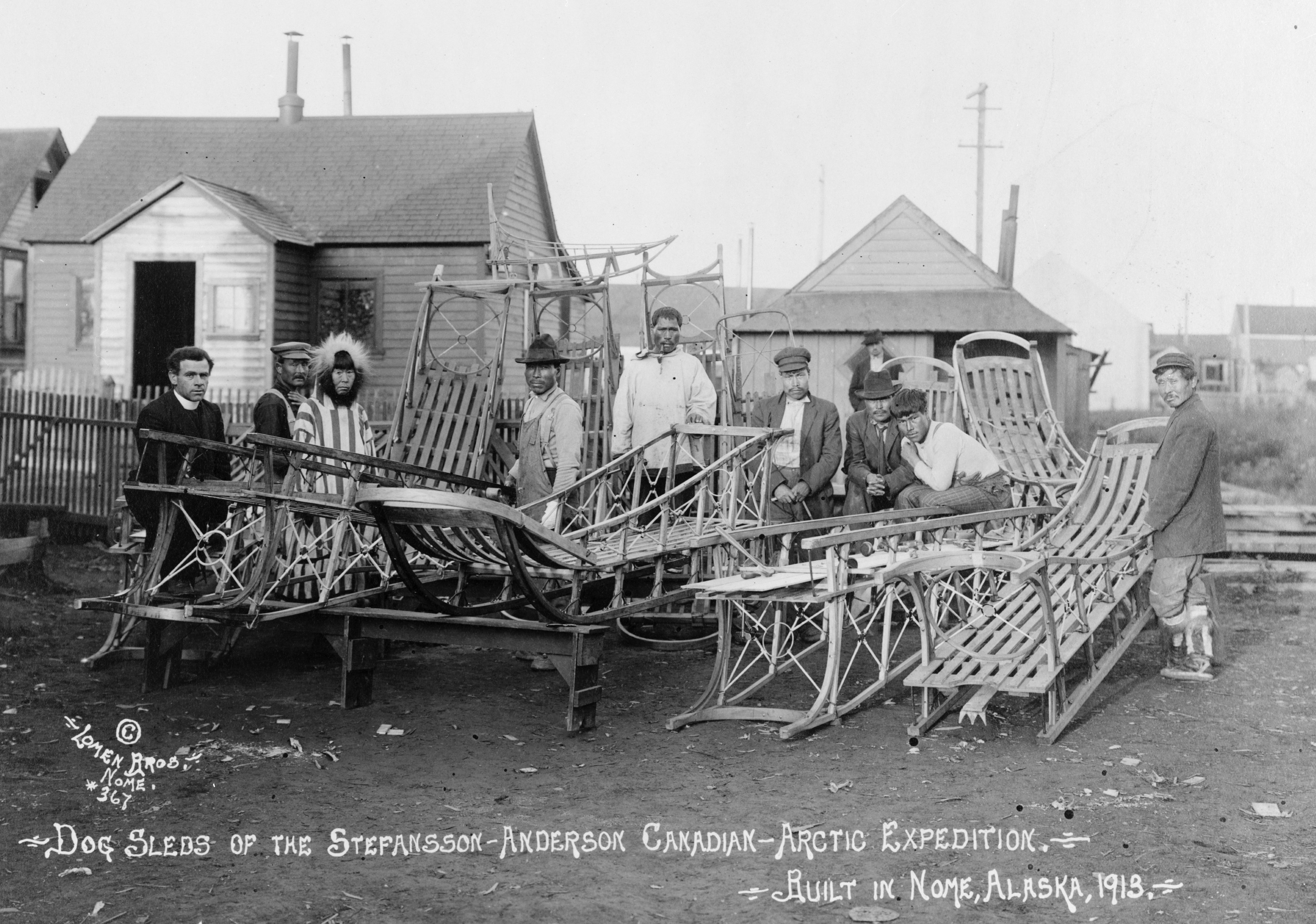
Tien mannen achter stellages met hondensleden. De meesten zijn Inuit, een blanke is gekleed als geestelijke. De sleden worden in orde gemaakt voor de expeditie, Nome, 1913

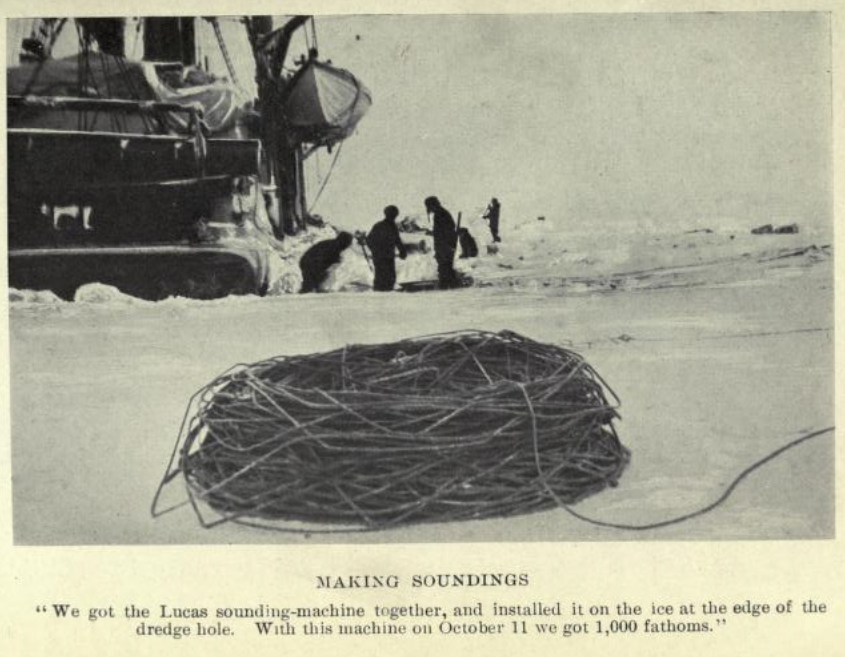
Karluk's wetenschappelijke staf doen dieptemetingen, augustus 1913

De Karluk verliet Esquimalt op 17 juni 1913 en voegde zich op 8 juli in Nome bij de twee andere schepen. Terwijl de schepen werden geladen, vroegen enkele deelnemers om een gesprek met de leider, met name omdat de plannen voor de noordelijke groep niet duidelijk waren. Het gesprek verliep onbevredigend, Stefansson wilde geen verdere uitleg geven. Toch verliet niemand de expeditie.
In Port Clarence werden 28 honden aan boord genomen, op 27 juli voer men verder naar het noorden. Op 31 juli berekten ze Point Hope, waar twee Inuitjagers, "Jerry" en "Jimmy", aan boord kwamen. In de buurt gekomen van het permanente pakijs, werden ze enkele dagen in hun voortgang gehinderd tot ze open water bij Cape Smythe bereikten. Stefansson was inmiddels over het ijs naar Point Barrow gegaan en kwam op 6 augustus terug bij Cape Smythe samen met Jack Hadley, een pelsjager die naar het oosten moest. Hadley kende Stefansson al jaren en werd ingeschreven als timmerman.
Bij Cape Smythe kwamen nog twee Inuitjagers aan boord, Keraluk en Kataktovik, ook de vrouw van Keraluk en zijn twee jonge dochters Helen en Mugpi. De volgende dagen voer de Karluk door stroken open water naar het noorden. De enige wetenschappelijke taak die hier werd gedaan, was het dreggen door Murray, waarmee hij veel levensvormen bovenhaalde, en de dieptemetingen. Op 13 augustus berekende Bartlett hun positie op 235 mijl ten oosten van Point Barrow, met nog eenzelfde afstand te gaan tot Herscheleiland. Dit was het meest oostelijke punt dat werd bereikt, hier raakten ze vast in het ijs en begonnen langzaam mee te drijven naar het westen. Kort erna deelde Stefansson aan Bartlett mee dat de Karluk in het ijs moest overwinteren.

## In het pakijs

### Naar het westen

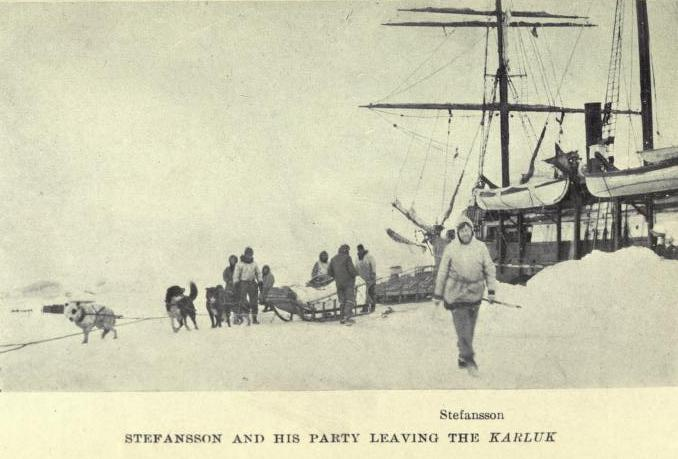
Stefansson (voorgrond) met zijn groep bij vertrek van de Karluk, 20 september 1913

Op 19 september kondigde Stefansson aan dat hij in verband met de voedselsituatie met de twee jagers "Jimmy" en "Jerry", met secretaris Burt McConnell, fotograaf George Wilkins en antropoloog Diamond Jenness op jacht zou gaan. Ze zouden in het gebied van de Colvillerivier (Alaska) op kariboe en ander wild gaan jagen. Stefansson verwachtte tien dagen weg te blijven; Bartlett kreeg de instructie dat als het schip van zijn plaats zou drijven, hij een groep naar de kust moest sturen, en met bakens de positie van het schip aanduiden. Stefansson vertrok met zijn groep op 20 september. Na een sneeuwstorm op 23 september kwam er beweging in het zee-ijs en begon de Karluk met 30 tot 60 mijl per dag naar het westen te drijven, van Herscheleiland en de groep Stefansson vandaan. Het werd duidelijk dat zij het schip niet meer zouden kunnen terugvinden.

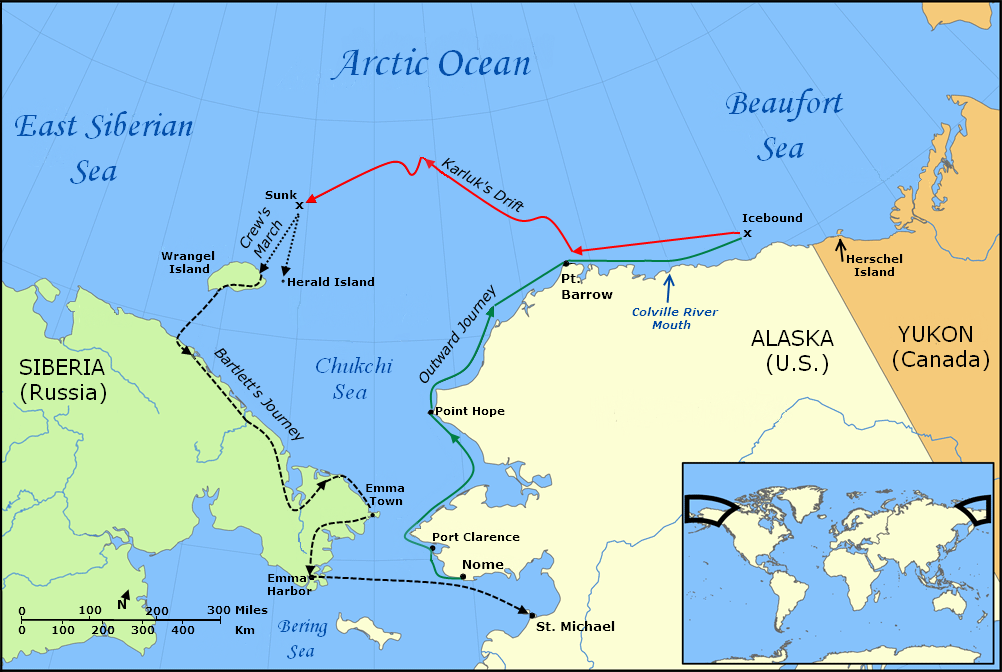
(a) langs de kust van Noord-Alaska; (b) in ijs naar het westen drijvend (c) tochten te voet/slee naar Wrangel en Heraldeiland; (d) Bartlett's reis naar Alaska om hulp te halen.

Sneeuwval en dichte mist maakten het voor Bartlett vaak moeilijk om de positie van het schip te bepalen, hoewel tijdens korte opklaringen ze op 30 september land konden zien, ze dachten dat het Cooper Island was, in de buurt van Point Barrow waar ze begin augustus waren vertrokken. Op 3 oktober, met de kust op 5 mijl afstand, bracht de stroming hen naar het noorden. Gevreesd werd dat de Karluk het lot van de Jeannette zou delen. Dat schip had 30 jaar terug maanden in het ijs gedreven voordat het zonk, waarbij het grootste deel van de bemanning omkwam. Bartlett merkte dat Murray en McKay, de twee veteranen van Shackleton's Nimrod expeditie, openlijk minachting hadden voor zijn leiderschap. Ze maakten plannen om het schip op een geschikt moment te verlaten, en zelf op pad te gaan naar de kust.
Toen het weer verslechterde liet Bartlett materiaal en voorraden op het ijs zetten, om het schip lichter te maken en ook als voorzorg, mochten ze het schip snel moeten verlaten. Het voedsel werd aangevuld door op zeehonden te jagen, en op een ijsbeer die half november bij het schip was beland. Op 15 november bereikte deKarluk op 73° noorderbreedte zijn meest noordelijke positie, en begon daarna naar het zuidwesten te drijven, richting de Siberische kust. Half december waren ze ongeveer 140 mijl van het eiland Wrangel. Geprobeerd werd in die omstandigheden kerst te vieren. Ze waren toen 50 mijl ten noorden van Heraldeiland, een rotseiland circa 70 km ten oosten van Wrangel. Op 29 december konden ze land zien, niet duidelijk is of het ging om Wrangel of om Heraldeiland. In het nieuwe jaar begon het ijs te werken en vormde opeenhopingen. McKinlay schreef dat de geluiden ervan steeds luider werden en dichterbij kwamen.

### Karluk gezonken
Op 10 januari 1914 gaf Bartlett opdracht het schip lichter te maken door alle sneeuw van dek te verwijderen; de bemanning moest warme kleding gereed hebben. Om 18.45 werd de romp doorboord door ijs en stroomde water binnen. Omdat pompen zinloos was, werd bevel gegeven het schip te verlaten. In het donker, en slecht weer, werd de hele nacht doorgewerkt om zoveel mogelijk voorraden en materiaal uit het schip te halen. Bartlett bleef zo lang mogelijk aan boord en speelde luid muziek af op de Victrola. Op 11 januari om 15.15 uur zette hij als laatste saluut aan het schip de pianosonate nr. 2 (Begrafenismars) van Frédéric Chopin op en verliet het schip. De Karluk zonk in enkele minuten. McKinlay noteerde dat 22 mannen, een vrouw, twee kinderen, 16 honden en de kat zich op het ijs bevonden.

### Kampement op zee-ijs
Het kampement op het ijs was inmiddels min of meer op orde. Er waren een iglo en een onderkomen uit kisten opgebouwd. In de laatste een keuken met een fornuis dat was gered uit de machinekamer. Een extra onderkomen werd gemaakt voor de vijf Inuit. Volgens McKinlay was het kamp geschikt om langere tijd in te verblijven. De voorraden waren voldoende, men kon genoeg eten. Er werden voorbereidingen getroffen om bij langer wordend daglicht naar Wrangel te trekken. Het zee-ijs dreef langzaam die kant op. Bartlett wilde wachten op het langere daglicht in februari, maar liet zich overtuigen om een groep verkenners kwartier te laten maken op Wrangel. Vier man onder leiding van Alexander Anderson met Charles Barker, John Brady en Edmund Golightly, verlieten het ijskamp op 21 januari met de instructie een kamp op te zetten op de noordoever van Wrangel. Op 4 februari kwam Bjarne Mamen, die de groep als scout had begeleid, terug naar het ijskamp en meldde dat hij een paar mijl uit de kust de groep had verlaten. Die kust was duidelijk niet van Wrangel maar was waarschijnlijk Heraldeiland. Het lot van de andere vier bleef onbekend.
Vier anderen, Mackay, Murray, antropoloog Beuchat en matroos Morris maakten bekend dat ze zo snel mogelijk het kamp wilden verlaten, onafhankelijk van de anderen. Bartlett gaf hen een slee, een tent, brandstof, een geweer en voedsel voor 50 dagen, maar geen honden. Ze vertrokken op 5 februari. Enkele dagen later werden ze nog gezien door Chafe en twee Inuit, die op pas waren gegaan om de groep-Anderson te zoeken. Pas tien jaar later werden de resten van de Mackay-groep teruggevonden op Heraldeiland. Uit de aanwezigheid van voldoende voorraden kon worden afgeleid dat ze niet van honger waren gestorven, mogelijk door bevriezing of koolmonoxide in hun tent.

### Mars naar Wrangel
Bartlett's groep bestond nu nog uit acht bemanningsleden van de Karluk, (hijzelf, machinisten John Munro en Robert Williamson, matrozen Hugh Williams en Fred Maurer, stoker George Breddy, kok Robert Templeman, en Chafe), drie wetenschappers (McKinlay, Mamen en geoloog George Malloch), John Hadley, en vijf Inuit (het gezin van vier en Kataktovik). Hadley, die bijna 60 jaar was, was samen met Bartlett en de Inuit degene met ervaring in lange tochten over ijs. Bartlett  zond zijn mensen in groepjes vooruit om een route naar Wrangel te maken en onderweg voorraden aan te leggen en de onervaren groep voor te bereiden op een tocht over het ijs. Onderweg schoten ze drie keer een ijsbeer (tot verdriet van McKinlay), het verse vlees was echter welkom. Hierna werd de groep in vier teams verdeeld en vertrok de eerste groep op 19 februari. Bartlett leidde op 24 februari de laatste twee groepen uit het ijskamp. De afstand naar Wrangel werd geschat op 40 mijl, maar bleek twee keer zo lang.
Het ijsoppervlak was zeer onregelmatig wat de voortgang moeizaam maakte. Op 28 februari kwamen alle groepen weer bij elkaar voor een serie hoge ijsruggen, 8 tot 30 meter hoog. De route naar het eiland was geblokkeerd. McKinlay, Hadley en Chafe werden teruggestuurd op een riskante reis naar het ijskamp om nog voorraden op te halen. De anderen hakten een pad door de ijsruggen. Toen McKinlay's groep na een week terugkwam, was het uitgehakte pad 5 km lang en waren de ergste ruggen overwonnen. Het vervolg was minder moeilijk omdat het ijs geleidelijk vlakker werd; op 12 maart bereikten ze een lange schoorwal aan de noordkust van Wrangel.

## Bartlett's tocht
Bartlett was oorspronkelijk van plan om slechts kort op Wrangel te rusten en daarna als groep naar de Siberische kust te trekken. Omdat enkelen gewond waren en anderen last hadden van zwakte of bevriezing, besloot hij alleen met Kataktovik te vertrekken om hulp te zoeken. Ze vertrokken op 18 maart, met 7 honden en voorraad voor 7 weken. Ze namen een omweg langs de zuidkust om uit te zien naar de groepjes van Anderson of Mackay. Na niets gevonden te hebben, gingen ze over het ijs naar Siberië. De voortgang was langzaam over een veranderend oppervlak waar vaak open water ontstond. 

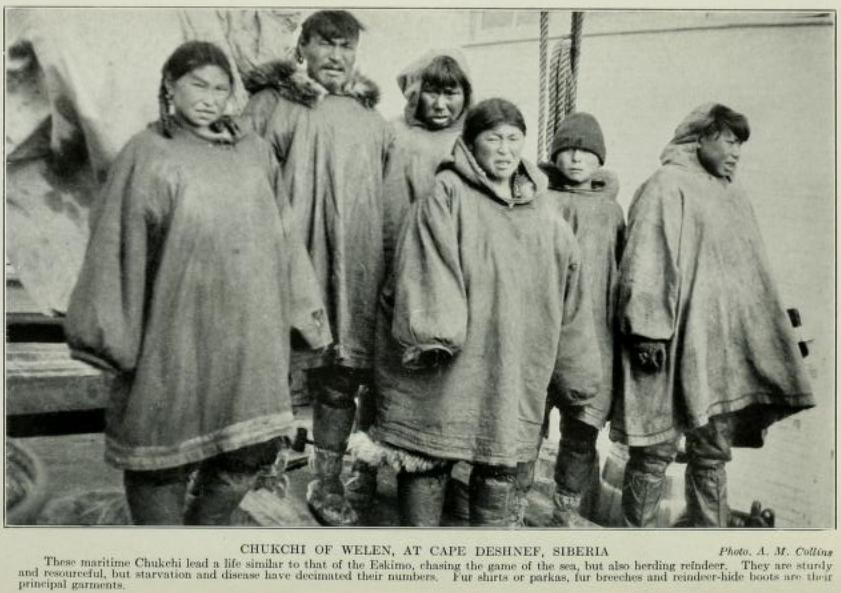
Een groep Tsjoektsji, gefotografeerd in 1913

Op 4 april bereikten ze land, sledesporen toonden dat ze in bewoond gebied waren. Na een dag de sporen te hebben gevolgd, kwamen ze in een klein Tsjoektsji-dorp. Ze werden gastvrij ontvangen, kregen onderdak en voedsel. Deze ontmoeting is verwerkt in het boek Droom in de poolnevel van de Tsjoektsjische schrijver Joeri Rytcheoe. Op 7 april vertrokken ze naar Kaap Dezjnjov. Ze passeerden nog enkele dorpjes en werden geraakt door de vriendelijkheid en vrijgevigheid van de bewoners. Op 24 april bereikten ze Emma Town, een nederzetting enkele kilometers ten westen van de kaap (mogelijk wordt hier gedoeld op Oeëlen). Bartlett berekende dat ze in 37 dagen vanaf Wrangel 700 mijl hadden afgelegd, grotendeels te voet.
In Emma Town ontmoette Bartlett baron Kleist, een vertegenwoordiger van de Russische regering, die aanbood hem naar Emma Harbour in de Providence Bay te brengen. Daar zou hij een schip naar Alaska kunnen vinden. Op 10 mei vertrok hij met Kleist, hoewel nog verzwakt van de reis. Kataktovik bleef voorlopig in Emma Town achter. Op 16 mei bereikten ze Emma Harbour; vijf dagen later arriveerde kapitein Pedersen met de walvisvaarder Herman. Hij nam Bartlett aan boord en voer naar Nome, waar ze 24 mei aankwamen. Omdat men wegens ijsgang niet aan land kon gaan, werd doorgevaren naar St. Michael, waar Bartlett een bericht kon sturen naar de regering in Ottawa betreffende het lot van de Karluk. Ook informeerde hij naar de Bear van de United States revenue cutter, waarin hij een geschikt reddingsvaartuig zag.

## Op Wrangel

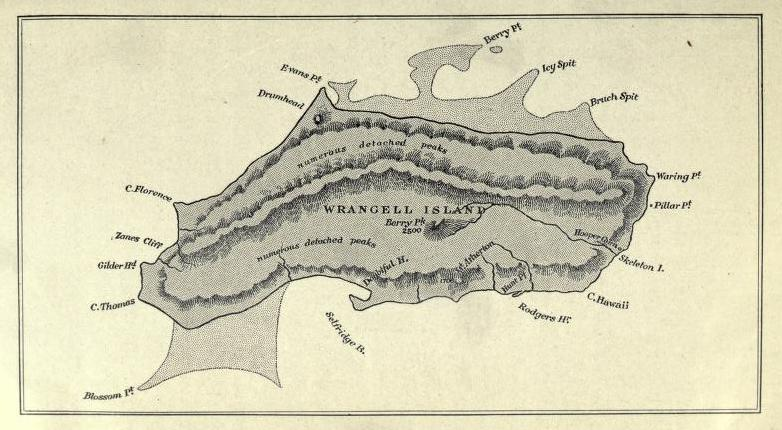
Getekende kaart van Wrangel door Bjarne Mamen, met de locaties van de diverse kampen. (Icy Spit, Waring Point, Rodgers Harbor)

De schipbreukelingen waren op de noordkust van Wrangel aan land gegaan. Voordat hij vertrok had Bartlett gezegd dat ze enkele kampen rond het eiland moesten opzetten, om het jachtgebied te vergroten. Het uitsplitsen in kleinere groepen kon ook betekenen dat er minder onenigheid zou ontstaan. Hij wilde dat alle groepen rond half juli in Rodgers Harbor, aan de zuidkant, weer bij elkaar zouden komen.
Vrij snel brak echter onenigheid uit over de verdeling van voedsel, er was een tekort aan beschuit, pemmican en hondenvoer. McKinlay schrijft dat de omstandigheden een negatieve invloed hadden op moraal en kameraadschap, elke zwakte, irritatie en elk geschil werd uitvergroot. Er werden twee pogingen gedaan om uit het ijskamp extra voedsel te gaan halen, beide mislukten waarbij een deel van het materiaal en de honden verloren ging. 
Chafe moest na bevriezing tenen laten amputeren door machinist Williamson, met geïmproviseerd gereedschap. McKinlay en Munro maakten een riskante tocht naar  Heraldeiland, in een laatste poging de vermiste groepen te vinden. Ze kwamen niet dichterbij dan tot op 15 mijl; van afstand was geen teken van leven te zien.

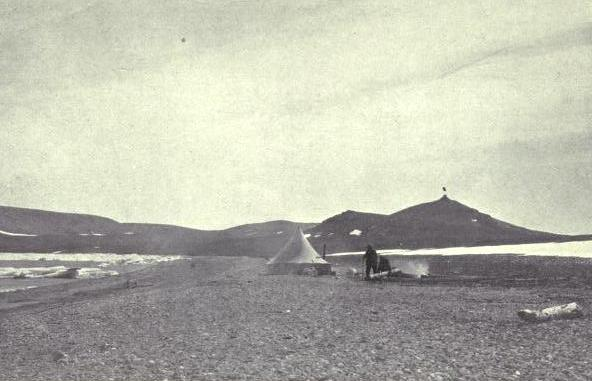
Kamp Rodgers Harbor, Wrangel

Andere gezondheidsproblemen hielden aan: Malloch's bevroren voeten wilden niet genezen, Mamen had problemen met een verdraaide knie. Een aantal kreeg last van ziekte, waarschijnlijk nefritis als gevolg van slechte kwaliteit pemmican. Malloch was er slecht aan toe en overleed op 17 mei. Zijn tent-maat Mamen was te ziek om een begrafenis uit te voeren dus het lichaam lag enkele dagen in de tent tot McKinlay arriveerde om te helpen. Mamen overleed zelf tien dagen later.
Vanaf begin juni kon het dieet worden aangevuld met vogels en eieren; de beschikbaarheid van zeehondenvlees liep terug tot vrijwel nul. De verdeling van vogels werd een twistpunt omdat volgens Williamson sommige groepsleden een deel ervan voor zichzelf hield. Dit betrof onder andere Breddy, die ook verdacht werd van andere diefstallen. Op 25 juni werd een geweerschot gehoord, waarna Breddy dood in zijn tent werd gevonden. Dit kan een ongeluk, zelfdoding of volgens Hadley moord zijn geweest, met Williamson als voornaamste verdachte. Williamson noemde later Hadley's verdenkingen "hallucinaties en beslist onwaar." Enkele spullen die van McKinlay waren gestolen, werden tussen de bezittingen van Breddy teruggevonden.
Ondanks de sombere vooruitzichten werd op 1 juli de Canadese vlag gehesen in Rodgers Harbor, ter gelegenheid van Dominion Day. Later in de maand verbeterde de stemming toen Kuraluk een walrus had gevangen die voorzag in een aantal dagen vers vlees. In augustus begon de hoop op redding af te nemen en ging men zich voorbereiden op de volgende winter.

## Redding

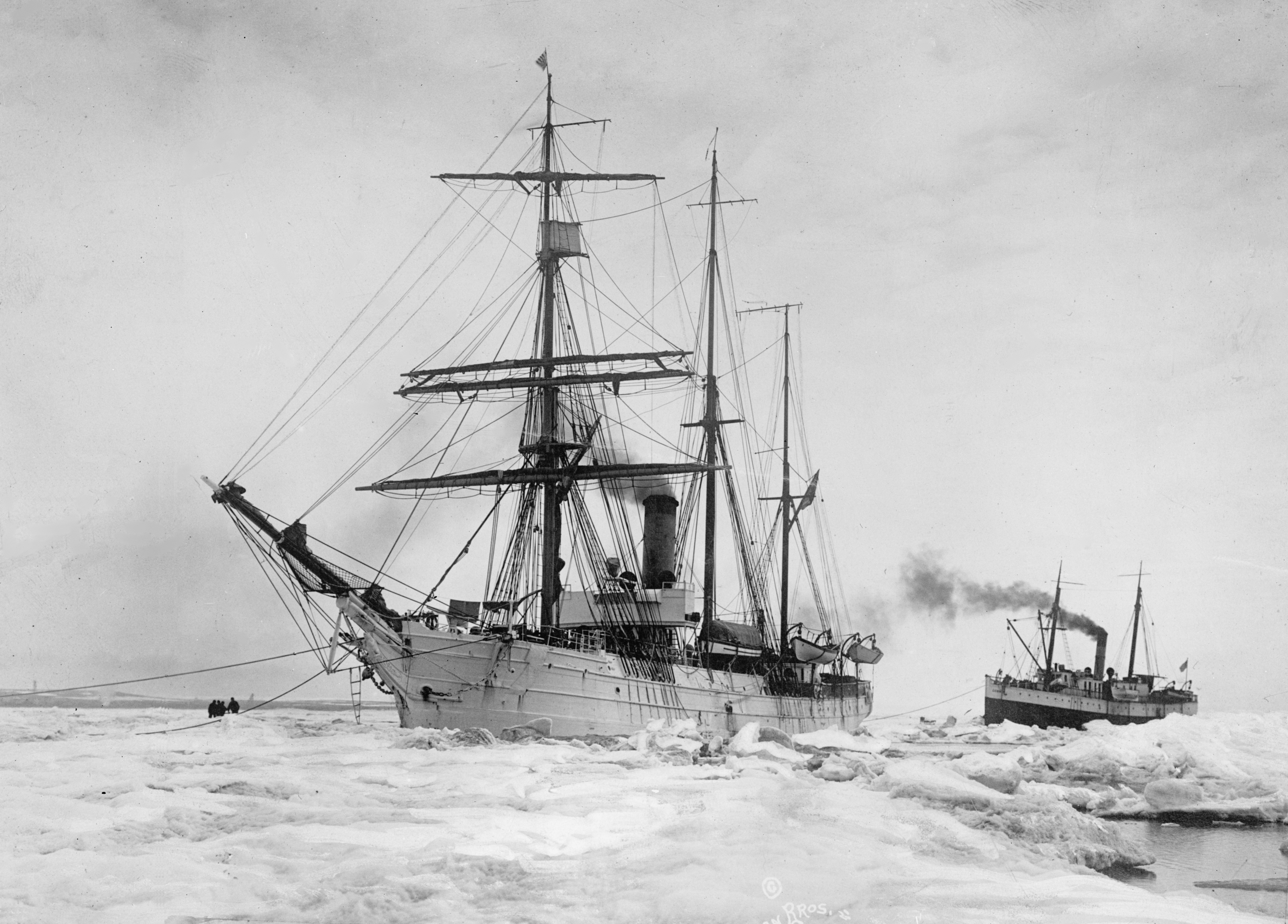
De "Bear" en "Corwin" Juni 1914

De Bear van de United States Revenue Cutter Service arriveerde half juni in St Michael, Alaska. Kapitein Cochran was bereid naar Wrangel te gaan als hij toestemming kreeg van de Amerikaanse regering. De Bearvertrok, na verkregen toestemming, op 13 juli met Bartlett aan boord. Langs de kust van Alaska moesten enkele stops worden gemaakt voordat de redding kon worden ondernomen. Op 21 augustus troffen ze in Point Barrow de voormalige secretaris van Stefansson, die bijzonderheden gaf over de gangen van Stefansson nadat hij in september 1913 de Karluk had verlaten. (In April 1914 was Stefansson met twee anderen naar het noorden gereisd op zoek naar nieuw land.)
De Bear vertrok daarna naar Wrangel. Op 25 augustus werd het schip op 20 mijl van het eiland door ijs tegengehouden. Cochran moest terug naar Nome om kolen in te slaan. Daar ontmoetten ze Olaf Swenson, die de King and Winge had gecharterd en naar Siberië wilde. Bartlett vroeg of ze bij Wrangel wilden kijken naar de vermiste groep. De Bear verliet Nome op 4 september, een paar dagen na Swenson. De King and Winge bereikte Wrangel op 7 september. Die ochtend werd de groep in Rodgers Harbor vroeg wakker van een scheepsfluit, en zagen de King and Winge een kleine 500 meter uit de kust liggen. Ze werden snel naar het schip overgebracht, en pikten de anderen op die bij Waring Point verbleven. In de middag waren alle overlevenden aan boord.
Na een mislukte poging om Heraldeiland te bereiken, voer men terug naar Alaska. Een dag later kwamen ze de Bear tegen, met Bartlett aan boord, en de geredden stapten over. Op 13 september kwamen ze aan in Nome en werden verwelkomd door de bevolking.

## Afloop
Bartlett werd door pers, publiek en de Royal Geographical Society als een held vereerd. Een commissie van de admiraliteit berispte hem echter omdat hij de Karluk het ijs had ingestuurd, en voor zijn toestemming aan Mackay's groep om weg te gaan. Dit ondanks de brief die Mackay en de anderen hadden ondertekend, waarin ze zelf de volle verantwoordelijkheid namen. Bartlett zette zijn werk op zee voort en leidde de volgende 30 jaar nog meer expedities naar het arctisch gebied. Hij overleed in april 1946 op 70-jarige leeftijd. 

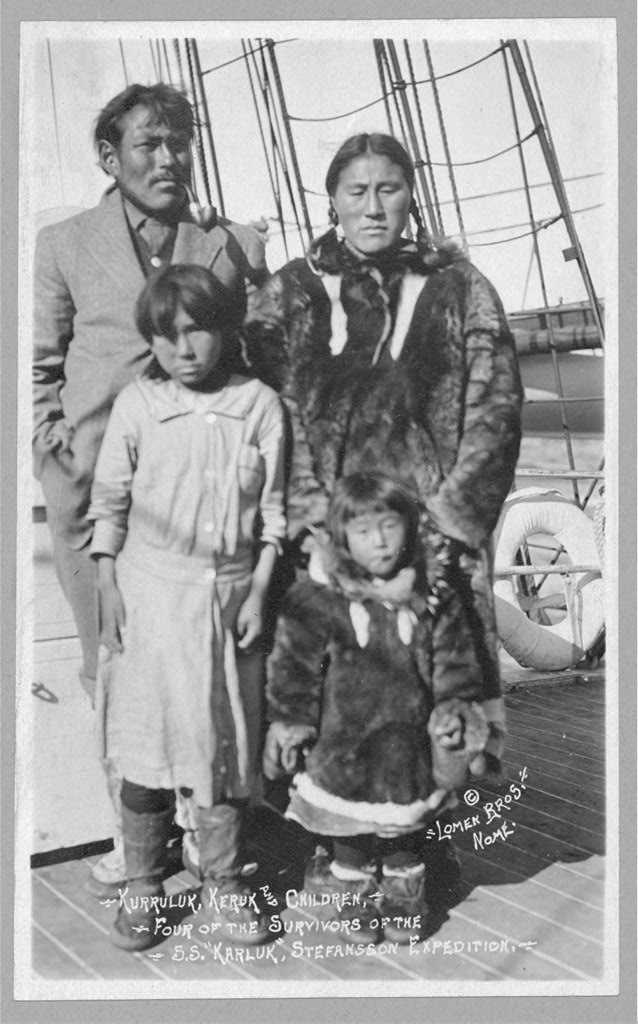
Kurruluk, Keruk en kinderen

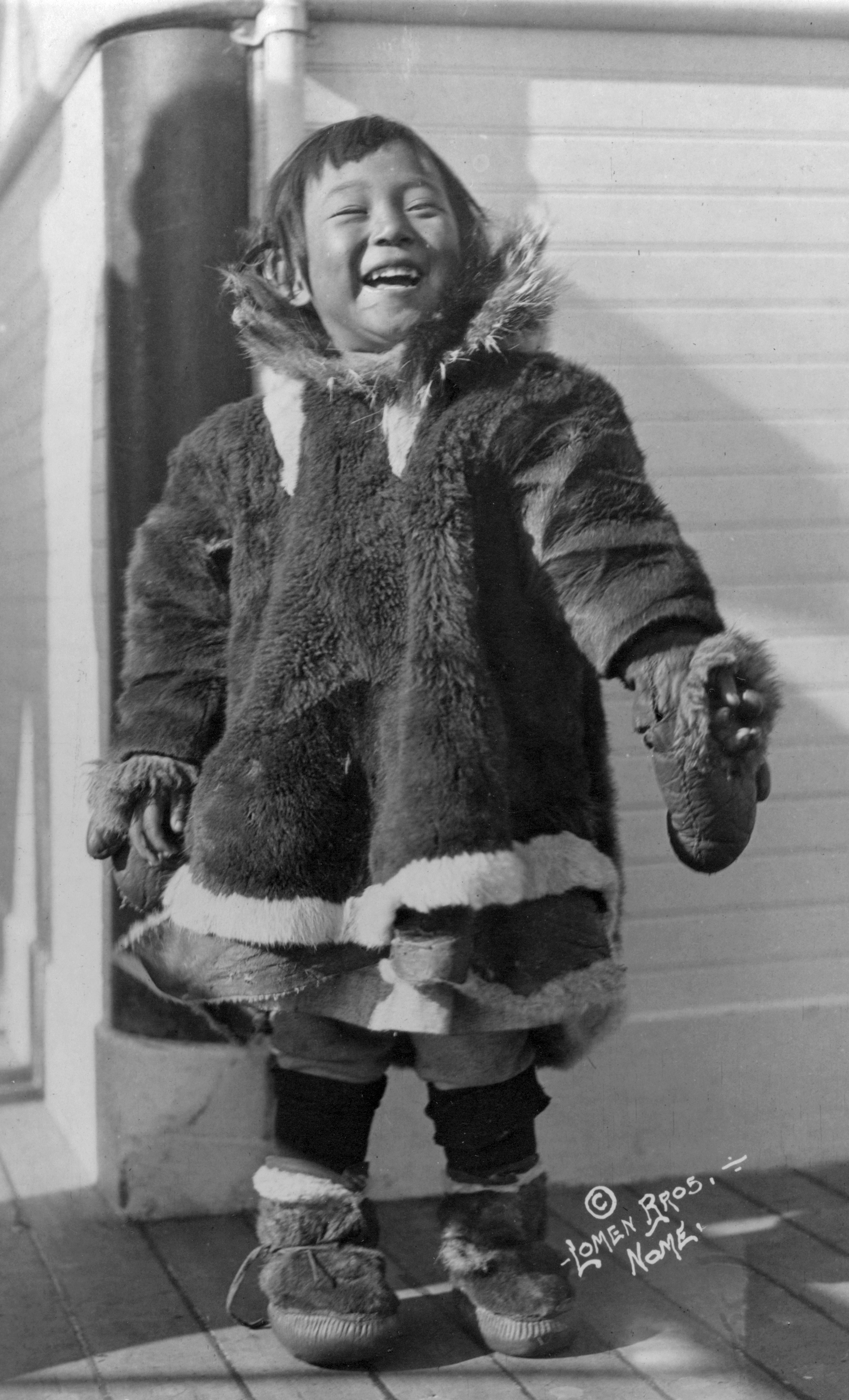
"Mugpi", het driejarig kind dat met het gezin de tocht overleefde.

In 1918 keerde Stefansson terug na vier jaar afwezigheid en meldde de ontdekking van drie nieuwe eilanden. Hij werd geëerd door de National Geographical Society, kreeg de waardering van poolveteranen als Peary en Adolphus Greely, en werd benoemd tot president van de Explorers Club in New York. In Canada hield men zich stiller en waren er vragen over de kosten van de expeditie, de slechte voorbereiding en zijn behandeling van de zuidelijke groep onder Rudolph Anderson, die hun werk onafhankelijk van Stefansson hadden uitgevoerd. Stefansson nam in zijn boek The Friendly Arctic (1921) de verantwoordelijkheid voor zijn "moedige" beslissing om de Karluk het ijs in te sturen in plaats van de kust naar Herscheleiland te volgen en accepteerde dat hij het verkeerde alternatief had gekozen. McKinlay vond echter dat de weergave in het boek niet accuraat was en dat iedereen de schuld kreeg behalve Vilhjalmur Stefansson. Historicus Tom Henighan denkt dat de grootste klacht van McKinlay tegen de leider was dat hij nooit verdriet toonde over de gestorven manschappen. Stefansson, die nooit meer naar het poolgebied ging, overleed in 1962 op 82-jarige leeftijd.
Hadley bleef werken voor de Canadian Arctic Expedition op het bevoorradingsschip Polar Bear. Hij overleed aan de griep in San Francisco in 1918. Fred Maurer werd in 1922 door Stefansson overgehaald mee te doen aan een poging Wrangel te koloniseren. Dit tot verlegenheid van de Canadese regering, want het was inmiddels duidelijk dat Wrangel bij de Sovjet-Unie hoorde. Vijf personen gingen erheen, slechts de Inuitvrouw Ada Blackjack overleefde. Veel overlevenden van de Karluk bereikten een hoge leeftijd. Williamson, die nooit over zijn arctische ervaring sprak of schreef, werd 97 en overleed in Victoria, Canada, in 1975. McKinlay overleed in 1983, op de leeftijd van 95. Kuraluk, Kuruk en hun dochters Helen and Mugpi, hervatten hun vroegere leven in Point Barrow. Volgens Pálsson waren de kinderen een bron van vreugde in de slechtste dagen. Mugpi, later bekend als Ruth Makpii Ipalook, overleed in 2008 op 97-jarige leeftijd.

## Gepubliceerde verslagen
Er zijn zes verslagen uit de eerste hand gepubliceerd. Dat van Stefansson betreft alleen de periode juni - september 1913. Expeditiesecretaris Burt McConnell schreef een verslag over de redding van Wrangel dat werd gepubliceerd in The New York Times van 15 september 1914. een versie van dit verslag werd opgenomen in het boek van Stefansson.
- 1914: Bartlett's story of the Karluk – Robert Bartlett
- 1916: The Last Voyage of the Karluk – Robert Bartlett en Ralph Hale
- 1918: The Voyage of the Karluk, and its Tragic Ending – Ernest Chafe
- 1921: The Friendly Arctic – Vilhjalmur Stefansson
- 1921: The Story of the Karluk – John Hadley
- 1976: Karluk: The great untold story of Arctic exploration – William Laird McKinlay Herdruk in 1999: The Last Voyage of the Karluk: A Survivor's Memoir of Arctic Disaster, niet digitaal